# Guy Santy
Guy Santy (Lompret, 23 novembre 1950) è un ex ciclista su strada francese, professionista dal 1971 al 1975. Anche suo fratello maggiore, Alain, fu ciclista professionista.

## Palmarès
- 1971 (Bic, una vittoria)

Tour du Condroz

### Altri successi
- 1971 (Bic)

Criterium di Westouter

## Piazzamenti

### Grandi Giri
- Tour de France

1972: 29º
1973: 77º
- Vuelta a España

1973: ritirato

### Classiche monumento
- Liegi-Bastogne-Liegi

1973: 38º